# 김도현 (작가)
김도현은 대한민국의 드라마 작가이며, 2008년 MBC 드라마 극본공모 단막극 부문에서 우수상을 수상하면서 《조은지 패밀리》로 데뷔하였다.

## 주요 작품
| 연도 | 방송사 | 제목             | 비고 |
| ---- | ------ | ---------------- | ---- |
| 2010 | MBC    | 조은지 패밀리    | 극본 |
| 2012 | 채널A  | 굿바이 마눌      | 극본 |
| 2014 | tvN    | 마이 시크릿 호텔 | 극본 |
| 2020 | SBS    | 맛 좀 보실래요   | 극본 |

## 수상
- 2008 MBC 드라마 극본공모 단막극 부문 우수상
- 2010 MBC 드라마 극본공모 연속물 부문 가작